# Тоурак
Тоурак — село в Алтайском районе Алтайского края России. Входит в состав сельского поселения Куячинский сельсовет.

## История
В 1829 году крестьянами из деревни Пановой было подано прошение о создании новой деревни на берегу реки Песчаной, несколько человек самовольно на новом месте «посеяли по небольшой части хлеба». В прошении было отказано, но осенью того же года стало известно, что Пановы — Тихон, Сильвестр и Дмитрий, а также Филипп Орлов вместе с другими жителями села, выехали на место нового поселения. За ними была выслана погоня. Людей вернули, однако Тихон и Дмитрий Панов с Филиппом Орловым скрылись. Уже позже нашли избушки на реке Тоурак, но самих беглецов так и не обнаружили.
В 1830 году крестьяне подали новое прошение о поселении на реке Тоурак. И в октябре 1831 года им все-таки разрешили там поселиться. В 1857 году в деревне Тоурак насчитывалось 44 мужских души, в 1893 было уже 126 дворов. По данным переписи 1926 года учтённых жителей было 1994 человека, проживавших в 409 дворах.
Село входило в состав Куяганской волости Бийского округа. Широкое распространение получили кредитные кооперативы, средствами которых могли воспользоваться даже самые бедные крестьяне и переселенцы. Тоуракское кредитное с ограниченной круговой ответственностью товарищество было организовано в 1902 году, а в 1915 году в селе открылся свой банк, не только выдававший ссуды крестьянам, но и работавший с населением, предоставляя другие банковские продукты. В селе имелась собственная киноустановка и большая фильмотека.

## Население
| 1997 | 1998 | 1999 | 2000 | 2001 | 2002 | 2003 |
| ---- | ---- | ---- | ---- | ---- | ---- | ---- |
| 503  | ↗510 | ↗514 | ↘497 | ↘456 | ↘441 | ↗447 |
| 2004 | 2005 | 2006 | 2007 | 2008 | 2009 | 2010 |
| ↗471 | ↗473 | ↘439 | ↘437 | ↘414 | ↗419 | ↘361 |
| 2011 | 2012 | 2013 |      |      |      |      |
| ↗364 | ↗370 | ↗378 |      |      |      |      |

## География
Рельеф села предгорный, по его территории протекает река Песчаная.
Климат
Резко континентальный. В январе средняя температура минус 19ºС, в июле — +20ºС. Среднегодовая температура воздуха в Алтайском районе достаточно высокая по сравнению с другими районами края и составляет 2,1°С. Годовое количество атмосферных осадков — 350—370 мм. Лето бывает более жаркое и менее влажное, а зима достаточно тёплая и снежная. Ветровой режим отличается большой интенсивностью, преобладают ветра юго-западного направления.
Уличная сеть
В селе 7 улиц — Заветы Ильича, Луговая, Молодёжная, Песчаная, Пролетарская, Роднички и Центральная.

Расстояние до
- районного центра село Алтайское 48 км.
- областного центра города Барнаул 216 км.

Ближайшие населённые пункты
Казанда 11 км, Куяча 11 км, Куяган 15 км, Ильинка 16 км, Казанка 18 км, Дёмино 18 км.
Климат
Умеренно холодный. Количество осадков значительное. Средняя температура января −16 °С, июля +20 °С.
Транспорт
Село сообщается с соседними деревнями гравийной дорогой, ходит рейсовый автобус до райцентра село Алтайское.

## Инфраструктура
В селе работает сельскохозяйственная организация «Долина ветров» и сельскохозяйственный кооператив СПК «Тоурак», есть фирмы, предоставляющие торговые, коммунальные и иные услуги: АООТ «Арекс», ООО «Горное», «Диана», «Фокр», «Домоцентр» и другие. Работает МБОУ «Тоуракская ООШ», есть почта, ФАП, библиотека b клуб.
Школа находится в здании, представляющим собой образец деревянного зодчества XIX века. Зданию школы 116 лет.

## Туризм
Туристическое направление развито незначительно, несмотря на живописную местность, наличие памятников природы, археологии и благоприятные погодные условия. Основные причины: отсутствие дорог, качественной мобильной связи, электричества.